# Tag Eldin Ibrahim
Tag Eldin Ibrahim là một hậu vệ bóng đá người Sudan thi đấu cho Al-Ahli Shendi ở Giải bóng đá ngoại hạng Sudan. Anh chuyển từ Al-Marwreda vào tháng 12 năm 2009. Anh ghi bàn đầu tiên trước Hay Al Arab Port Sudan trong chiến thắng 4:0 ở Omdurman. Anh chuyển đến Al-Ahli Shendi vào tháng 12 theo dạng chuyển nhượng tự do.